# Јачинце
Јачинце (мкд. Јачинце) је насеље у Северној Македонији, у северном делу државе. Јачинце припада општини Куманово.

## Географија
Јачинце је смештено у северном делу Северне Македоније. Од најближег града, Куманова, село је удаљено 22 km источно.
Насеље Јачинце се налази у историјској области Средорек. Село је смештено на северним падинама планине Манговице, на приближно 440 метара надморске висине. Северно од села протиче Крива река, док се западно од насеља пружа поље.
Месна клима је континентална.

## Историја
По статистици Васила Кнчова село је почетком 20. века имало 246 становника, православних Словена. По статистици секретара Бугарске егзархије село је 1903. имало 184 „србомана“ и 48 „бугараша“. тада је село имало и српску и бугарску школу.
У Јачинцу је 1899. године било 35 домова. Становништво се бавило сточарством (поред осталог држе и биволе) и ратарство, а од култура ту се гаје конопља, пасуљ, сочиво. До 1821. село се налазило северније, на локацији "Селиште", где су остале развалине цркве посвећене Св. Ђорђу и српско старо гробље. Премештање насеља условиле су две епидемије колере, почев од 1820-1821. године. Ту је између 1893-1896. године радила бугарска "егзархистичка" основна школа. Срби, предвођени Јованом и Димитријем Величковићем радили су на отварању и српске школе. Дозвола царска је стигла априла 1896. године, па је иста одмах почела рад. Први учитељ којег је послала Митрополија 1896. године био је Тодор Јовановић из "Прилипа" (Прилепа). Свештеник 1899. године био је поп Димитрије Јовановић, заједнички и за суседно Довезенце. Заједнички учитељ био је из истог места, Јован Станојковић.
У месту је 1900. године прослављен национални празник и школска слава Савиндан. Чинодејствовао је у цркви и српској школи поп Раде Тодоровић, а домаћин славе био мештанин Бошко Тасић.
Године 1904. стварањем српске четничке организације „бугараши“ напуштају Бугарску егзархију и прилазе Цариградској патријаршији, односно српској четничкој организацији. У овом селу је 1903. створена прва српска чета која је село бранила од комита ВМРОа, војвода ове чете био је Чича Павле Младеновић и водио је своје наоружане сељане.

## Становништво
Јачинце је према последњем попису из 2002. године имало 106 становника.
Већинско становништво у насељу су етнички Македонци (100%).
Претежна вероисповест месног становништва је православље.